# Sonnet 20

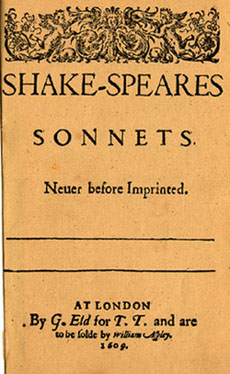
Sonnetten van Shakespeare, 1609

Sonnet 20 is een van de meest besproken sonnetten van William Shakespeare vanwege de vragen die het oproept over de aard van zijn seksualiteit. Binnen de 154 sonnetten behoort het tot de Fair Youth-groep, waarin de verteller zich tot een jongeman richt en hem aanmaant om zijn jeugd en schoonheid niet zo te verspillen. De sonnetten werden gepubliceerd in 1609, maar een aantal ervan werden waarschijnlijk jaren voordien geschreven.

## Shakespeares tekst
| Sonnet 20 A woman's face with nature's own hand painted Hast thou, the master-mistress of my passion; A woman's gentle heart, but not acquainted With shifting change as is false women's fashion; An eye more bright than theirs, less false in rolling, Gilding the object whereupon it gazeth; A man in hue all hues in his controlling, Which steals men's eyes and women's souls amazeth. And for a woman wert thou first created, Till Nature as she wrought thee fell a-doting, And by addition me of thee defeated By adding one thing to my purpose nothing. But since she pricked thee out for women's pleasure, Mine be thy love and thy love's use their treasure. |

## Vertaling
Een vrouwengezicht geschilderd met de hand van de natuur zelf,
Heb jij, de meester meesteres van mijn passie,
Het zachte hart van een vrouw, maar dan zonder
De grilligheid zoals die van een vrouw,
Een oog, helderder dan het hare, maar minder bedrieglijk,
Jouw blik verguldt waar je naar kijkt;
Een sublieme verschijning,
Die mannen aantrekt en de ziel van vrouwen verrukt,
Als vrouw werd je eerst geschapen;
Tot de Natuur terwijl ze je maakte hopeloos verliefd werd,
En iets toevoegde waardoor je voor mij onbereikbaar werd,
Iets dat geen betekenis had in mijn liefde voor jou.
Als man heeft ze je gemaakt voor het plezier van vrouwen,
Laat mij dan je ziel en hen het lichaam beminnen.

## Analyse
Shakespeares sonnetten zijn voornamelijk geschreven in een metrum genaamd jambische pentameter, een rijmschema waarin elke sonnetregel bestaat uit tien lettergrepen. De lettergrepen zijn verdeeld in vijf paren, jambes genoemd, waarbij elk paar begint met een onbeklemtoonde lettergreep.
De jongeman heeft de schoonheid van een vrouw en de vorm van een man. Shakespeare roemt de vrouwelijke deugden van deze man. Hij bezit alle positieve kwaliteiten van een vrouw, zonder al haar negatieve eigenschappen. De verteller lijkt te geloven dat de jongeman zo mooi is als een vrouw, maar daarenboven ook trouwer en minder wispelturig. De dichter betreurt dat de natuur 'iets toevoegde' - de penis - waardoor degene die hij bemint geen vrouw is, en nu onbereikbaar blijft voor hem. Sommige versregels zijn echter niet zo eenduidig te interpreteren. Bijzonder mysterieus is bijvoorbeeld A man in hue all hues in his controlling en ook And by addition me of thee defeated. Dat laatste zou ook weleens een verwijzing kunnen zijn naar Plato's dialoog Charmides, waarin Socrates met zijn vrienden de schoonheid van een naakte jongeling bespreekt. De 'toevoeging' zou in dat geval de ziel kunnen zijn, het waardevolste deel van de mens.